# Eddy Curry
Eddy Curry Jr. (Calumet City, Illinois, 5 de desembre de 1982) és un jugador estatunidenc de bàsquet que milita als New York Knicks de l'NBA.

## Carrera

### Institut
Curry es va convertir en un dels millors jugadors de la nació a l'Institut Thornwood en South Holland, Illinois. Curry va liderar al seu equip a la segona plaça en l'IHSA State Playoffs de 2001 i al títol estatal de la Class AA. En el seu any sènior va ser nomenat "Mr. Basketball" d'Illinois i en el McDonald's All-American Game de 2001 es va convertir en l'MVP de la trobada amb 28 punts.
Quan tenia la intenció de jugar en la Universitat DePaul, Curry va decidir finalment presentar-se al Draft de l'NBA.

### NBA
Va ser escollit per Chicago Bulls en la quarta posició, per darrere, entre d'altres, de Pau Gasol. En la seva primera campanya en la lliga va contribuir amb pocs minuts, tenia només 18 anys. Promitjà 6.7 punts, 3.8 rebots, 50,1% en tirs de camp i 16 minuts en 72 partits, 31 de titular. En la seva segona temporada, va liderar la lliga en percentatge de tirs de camp (58,5%), convertint-se en el primer jugador dels Bulls a liderar una categoria estadística important des de Michael Jordan (punts per partit) el 1998. Les seves mitjanes van ser de 10.5 punts i 4.4 rebots en 19.4 minuts de joc en 81 partits. Les expectatives que es van formar després de l'elecció de Curry no s'estaven complint, malgrat tenir un final de temporada molt forta.
En la campanya 2004-05, els Bulls es van classificar a playoffs amb un gran Curry, signant 16.1 punts i 5.4 rebots en 63 partits, sent 60 d'ells com a titular, i liderant a l'equip en anotació. A causa de problemes cardíacs, es va perdre els últims tretze partits de la temporada regular i els playoffs. En la pretemporada de 2005, va ser traspassat a New York Knicks. A New York va quallar la millor campanya de la seva carrera (la 2006-07), promitjant 19.5 punts i 7 rebots, encara que en les dues temporades que duu en la Gran Illa, col·lectivament el rendiment ha estat pobre, contràriament amb l'individual. El 7 d'abril de 2007, Curry va realitzar el seu millor partit en l'NBA, anotant 43 punts en la victòria davant Milwaukee Bucks i convertint el triple que portava el partit a la pròrroga. Actualment, Curry tan sols ha intentat dos triples en la seva carrera en la lliga, anotant-los tots dos.
La incapacitat de Curry a l'hora de defensar i rebotejar ha tret de polleguera als seus entrenadors Scott Skiles i Larry Brown. Quan un periodista va preguntar a Skiles que era el que necessitava Curry per a convertir-se en millor rebotejador, l'entrenador simplement va respondre: "Saltar".

## Curiositats
- De nen, els seus pares l'anomenaven "Little Eddy".
- El seu lloc favorit de Chicago és The Rock i Roll McDonalds.